# Ahmed Jamil
Ahmed Abdulla Jamil Abdulla Suroor (* 16. Januar 1999 in Dubai) ist ein Fußballspieler mit Staatsangehörigkeit der Vereinigten Arabischen Emirate.

## Karriere

### Verein
Aus der Reserve von al-Ahli kommend, ging er Anfang 2020 fest in deren erste Mannschaft über.

### Nationalmannschaft
Sein erstes bekanntes Spiel im Trikot der Nationalmannschaft der VAE war am 23. September 2022 eine 0:1-Freundschaftsspielniederlage gegen Paraguay. Danach gehörte er auch dem Kader beim Golfpokal 2023 an, wo er in jedem Spiel seines Teams zum Einsatz kam. Anschließend wurde er auch für den Kader bei der Asienmeisterschaft 2024 nominiert, wo er im ersten Gruppenspiel gegen Hongkong sein Turnier-Debüt hatte.